# Monasterio de Santo Domingo (Caleruega)
El Real Monasterio de Santo Domingo de Guzmán se encuentra en Caleruega, en la provincia de Burgos (Castilla y León, España). 

## Historia y Privilegio Rodado
En la construcción predomina el estilo románico inicial, del siglo XII, aunque posteriormente se construyeron partes góticas y barrocas. 
Antes de 1200, vivía en San Esteban de Gormaz (Osma), convento de Santa María de Castro, una comunidad de canónigas de San Agustín (agustinas). Santo Domingo, canónigo de Osmac(a. 1218.1219), la atendía espiritualmente. Hacia 1218, convencidas por la vida espiritual del santo, le pidieron que las recibiese en su Orden y desde entonces vivieron como monjas dominicas. Unas décadas después surgieron dudas acerca de quién debía ejercer el gobierno y atención espiritual de esta comunidad. El asunto llegó al Maestro General de la orden, fray Humberto de Romanis, que encargó a san Raimundo de Peñafort, resolver el contencioso; pero este se encontraba ya muy enfermo y deslegó a su vez en fray Rodrigo de Atienza, en carta (Barcelona, 24-3-1261) dirigida a la priora doña Toda Martínez. Esta respondió con otra carta, fechada el 24-5-1262, que la comunidad estaba dispuesta a seguir bajo la dependencia y gobierno de los dominicos, tal como ocurría en vida del fundador. Fray Rodrigo también informó favorablemente, y san Raimundo resolvió (Barcelona 12-7-1262) el contencioso dando orden al provincial para que atendiera a dicha comunidad. El provincial fray García expidió en Burgos (1-9-1262) un documento en el que se declara que el mencionado convento quedaba sometido a la visita, gobierno y atención espiritual de los dominicos, según lo recogido en los estatutos de la Orden de Predicadores.

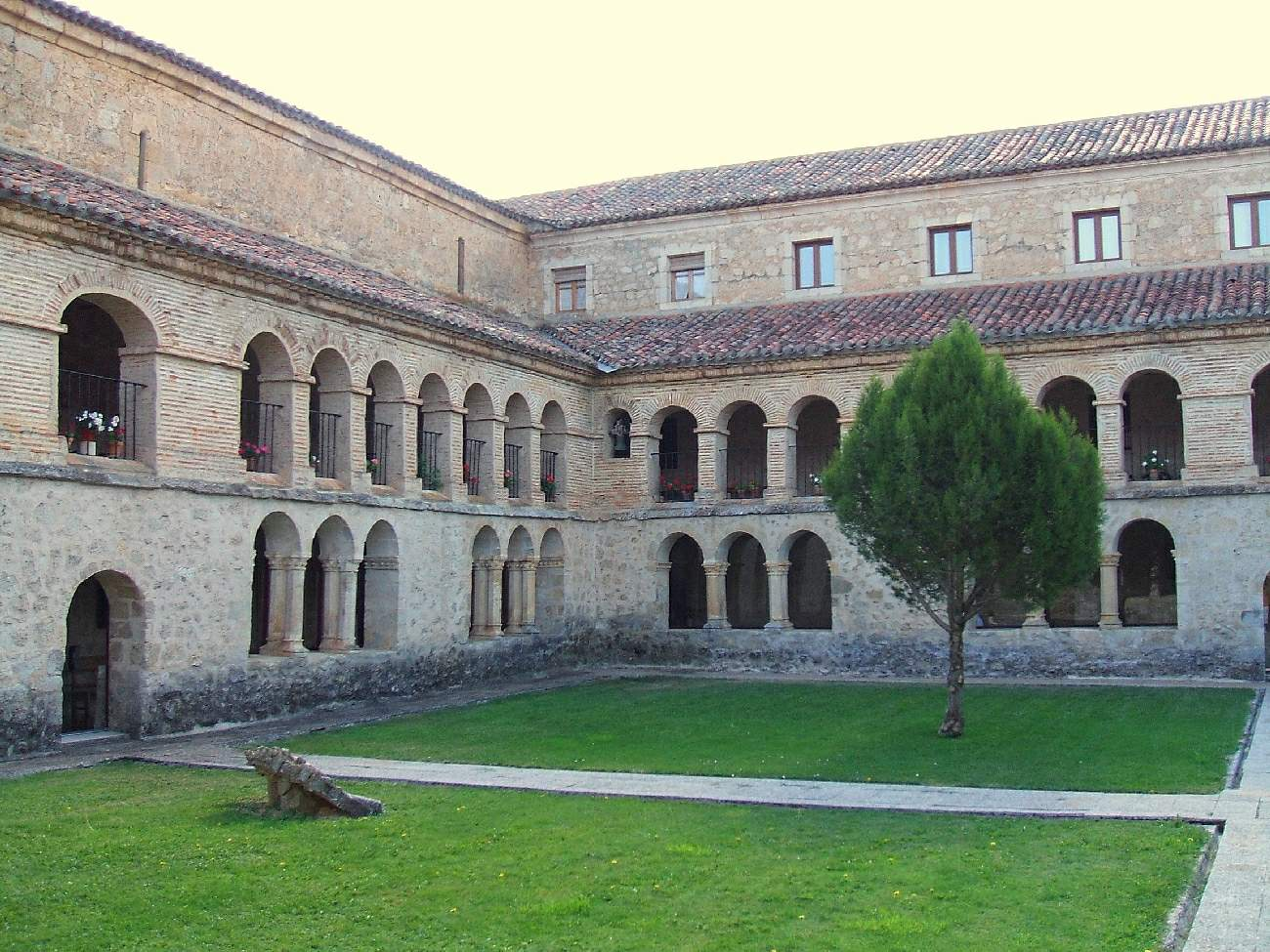
Claustro

Después de la muerte de santo Domingo y sus familiares, el rey Alfonso X el Sabio, el 10 de julio de 1266 otorgó a las monjas un privilegio rodado, y como residencia el palacio de la familia de santo Domingo en Caleruega (palacio de los Guzmanes). En 1268 la comunidad se traslada con su priora, doña Toda Martínez, a Caleruega. La casa señorial fue adaptada para las monjas, y se edificó una iglesia de estilo gótico. De la iglesia inicial queda parte como coro de las monjas. También otorgó el poder del Señorío de Caleruega a las monjas, coincidiendo la Señora de Caleruega con el cargo de priora del monasterio. El documento del privilegio rodado está en el archivo del convento.

Como señoras de Caleruega, la comunidad y especialmente su priora, en cuya cabeza recayó sucesivamente el cargo, tuvieron la obligación de gobernar la villa y su señorío:
reconozcan y tengan por señor al dicho Monasterio, Priora, monjas y convento, y como a tal señor, vengan a sus llamamientos y obedezcan sus mandamientos como a verdadero señor de dicha Villa.
Mediante este privilegio, este monasterio se convirtió en un caso peculiar, al estar regido por mujeres. Bajo él se cobijaron los antiguos vasallos del señorío de los Guzmanes, y por esta condición, los derechos tributarios y los deberes de gobierno recaían directamente en el convento y la priora. Para llevar a cabo esta tarea:

- Para nombrar funcionarios a sujetos idóneos y aceptados en el señorío, pedía a la Villa una terna por cada servicio a cubrir, y elegía a uno de los tres propuestos.
- Introdujo la costumbre de designar funcionarios a principios de año, mes de enero, en torno a la fiesta de Reyes; y les investía de autoridad mediante la entrega de varas de mando, bajo juramento de fidelidad.
- Y en cuanto a supervisión de cómo funcionaban los asuntos de la Villa, mediante la colaboración de sus oficiales, se atenía a una cláusula que decía: “Cada año den cuenta a la Priora, o a la persona que por ella fuere nombrada, de todos los propios o repartimientos del dicho Concejo y otras cualesquiera penas concejiles”. Esto lo cumplía casi siempre por medio de un delegado suyo». (Sor Carmen González, O.P.)

## Descripción del monasterio
Se accede al monasterio por un vestíbulo donde hay vitrinas con ornamentos sagrados, cantorales, candelabros antiguos, etc. Después se pasa al claustro. La parte más antigua del claustro es románica y guarda una exposición de los primeros documentos del convento. Los otros lados son del siglo XIII. El sobreclaustro, segundo piso, se construyó en el siglo XVIII. En el patio claustral existe un pozo muy profundo, además del escudo de las Azas y Guzmanes (la caldera de las Azas y la flor de lis de los Guzmanes). En 1972, se restauraron los capiteles de las columnas y se descubrieron en ellos figuras medievales. Hay una gran sala con imágenes muy antiguas. También se le dotó de una iglesia gótica, de la cual tan solo queda el coro ya que en el siglo XVI se tiró abajo para construir la actual iglesia de Santo Domingo.

## Sepulcro de la Infanta Leonor
En Caleruega nació Santo Domingo de Guzmán, fundador del Santo Rosario y de la Orden de Predicadores. Así pues, una vez canonizado en 1234 (el santo había fallecido en 1221), Alfonso X el Sabio, el cual guardaba gran devoción al fundador de la Orden de Predicadores, ordenó enterrar a su hija, la infanta Leonor, fallecida en 1275, dentro del monasterio. Hoy día aun permanece en dicho lugar.

## Actualidad
El monasterio conserva varios Privilegios Reales, ordenaciones de algunos Maestros de la Orden, Bulas Papales, y otros documentos en muy buen estado.
También posee un museo dedicado a santo Domingo y una tienda de pastas. Las monjas son las encargadas de cuidar las figuras religiosas que en agosto se sacan en procesión con el dinero que se subasta en las fiestas patronales de la provincia.
Desde el año 2009 en Caleruega se representa el momento en que el Alfonso X otorgó el privilegio rodado y se viste todo el pueblo para la ocasión mientras que las monjas hacen su papel de dominicas del siglo XIII y una de ellas actúa como si de Doña Toda se tratase.